# Lycaena virgaureae
La mariposa manto de oro (Lycaena virgaureae) es una especie de lepidóptero ditrisio de la familia Lycaenidae. Mide entre 18-20 mm. Los dos pares de alas del macho tienen un color anaranjado con el borde negro; las de las hembras son de color más oscuro. 

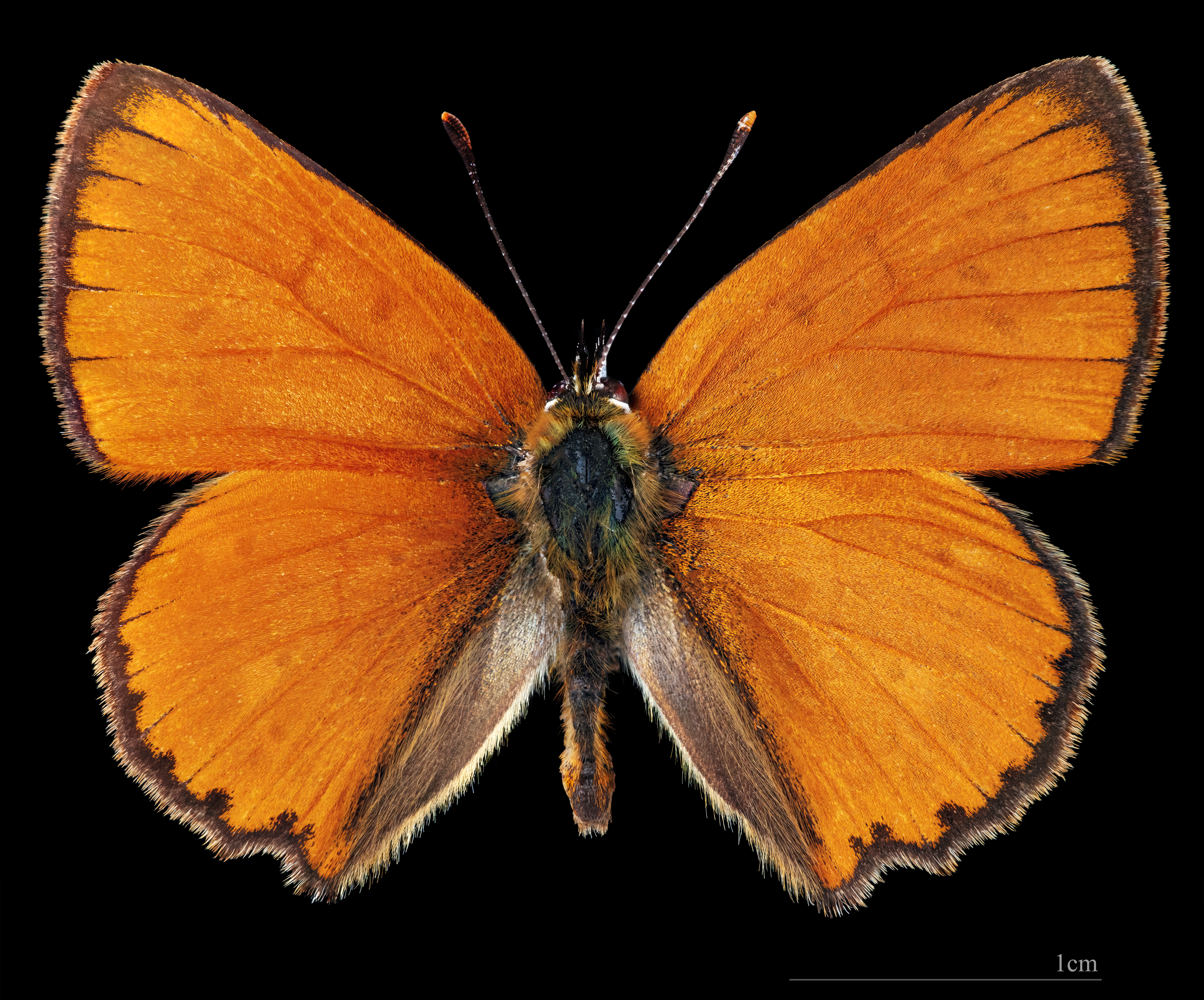
Lycaena virgaureae ♂
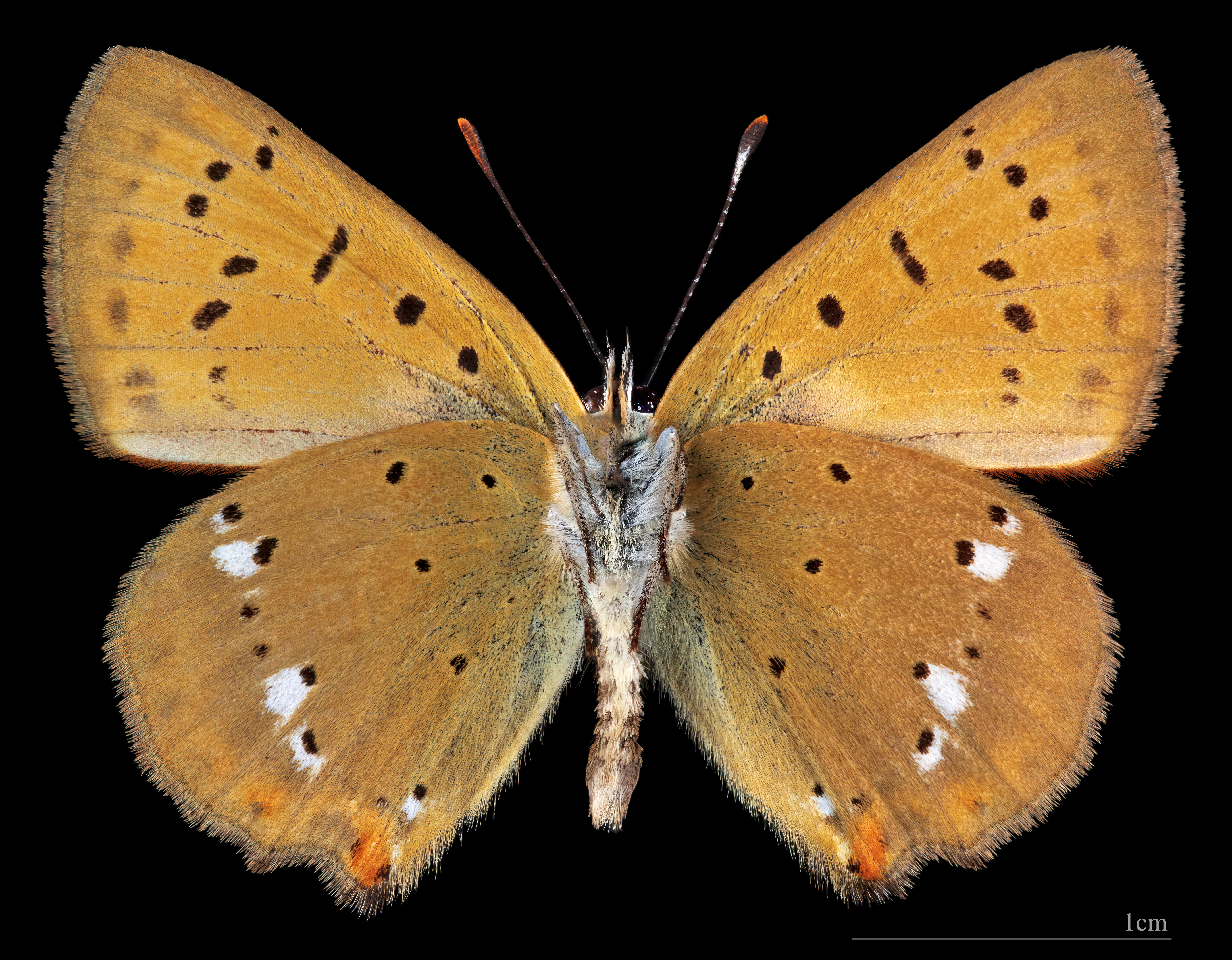
Lycaena virgaureae ♂  △

## Distribución
Se encuentran en Cantabria, los Pirineos, los Alpes, Europa central y oriental, Escandinavia, Rusia y Mongolia, entre los 1.000 y 2.000 m s. n. m.

## Historia natural
Las mariposas vuelan entre los meses de junio y agosto en llanuras y montañas. La mayor parte de ellas se encuentran en bosques claros, veredas y espacios abiertos, con flores abundantes. 
Los huevos invernan y eclosionan en abril. Las orugas viven hasta junio entre las hojas de las cuales se nutren, como las acederas.
- Datos: Q520934
- Multimedia: Lycaena virgaureae / Q520934
- Especies: Lycaena virgaureae